# Parnowo
Parnowo (do 1945 r. niem. Parnow) – wieś sołecka w Polsce położona w województwie zachodniopomorskim, w powiecie koszalińskim, w gminie Biesiekierz.
Według danych z 31 grudnia 2008 r. wieś miała 410 mieszkańców.

## Zabytki
- gotycki kościół pw. Najświętszej Rodziny, którego mury wzniesiono w XV w. Posiada niewielką nawę i masywną wieżę o zbarokizowanych elewacjach. Zabytkowy wystrój kościoła stanowią: barokowa ambona oraz dzwon z minuskułkowym napisem[4].
- zespół pałacowo-parkowy:
  - pałac z pierwszej połowy XIX w., neoklasycystyczny, parterowy, podwyższony skrajnymi, piętrowymi ryzalitami i wystawioną przed fasadę czworoboczną wieżę z belwederem[4]
  - park z drugiej połowy XIX w. o pow. 4,14 ha

## Rezerwat
1 km na wschód, nad Parnowskim Jeziorem znajduje się faunistyczny rezerwat przyrody „Parnowo” o powierzchni 59,12 ha (utworzony 10.11.1976 r.).